# Slovenski rodoljubi, ki so jih angleški zavezniki kot padalce poslali na ozemlje Slovenije, kjer so se borili za novo Evropo svobodnih narodov
Slovenski rodoljubi, ki so jih angleški zavezniki kot padalce poslali na ozemlje Slovenije, kjer so se borili za novo Evropo svobodnih narodov so bili slovenski vojaki italijanskih in nemških oboroženih sil, ki so jih zavezniki zajeli med boji v Afriki in Italiji ter so se prostovoljno javili za borbo proti silam osi. Britanci so jih izurili in jih poslali kot člane zavezniških vojaških sil v Sloveniji, kjer so skrbeli za prevajanje in delovali tudi kot radijski operaterji.

## Odlikovanja in nagrade
Leta 1999 je celotna skupina prejela častni znak svobode Republike Slovenije z naslednjo utemeljitvijo: »za zasluge v boju proti nacifašizmu«.